# Roberto Tola
Pour les articles homonymes, voir Tola.
Roberto Tola, né à Sassari en Sardaigne le 5 août 1966, est un guitariste et compositeur de jazz italien.

## Biographie
Roberto Tola a commencé à étudier la musique alors qu'il n'avait que six ans. En 1976, il étudie le violoncelle au Conservatoire de musique de Sassari. Quatre ans plus tard, il poursuit ses études de guitare moderne et de jazz et crée en 1983 le sextet Jazzmania. Pour ce groupe, il compose et arrange l'album inédit Preludio (1985)[réf. nécessaire].
En 1989, il rejoint le Blue Note Orchestra, puis le Orchestra Jazz della Sardegna où il reste jusqu'en 2010.
Il dirige en 2005 l'orchestre du concours de chant Canzonissima 2000, pour la sélection de nouveaux chanteurs italiens émergents pour le Festival Castrocaro.
Durant sa carrière musicale, il a collaboré avec de nombreux musiciens de renommée internationale, tels que : Colin Towns, Carla Bley, Giorgio Gaslini, Giancarlo Gazzani, Bruno Tommaso; la célèbre chanteuse anglaise Jill Saward, Norma Winstone, David Linx et le célèbre chanteur et percussionniste italien Gege Telesforo. En outre, Flavio Boltro, Paolo Fresu, Enrico Rava et le magique Tom Harrell; le grand bassiste Steve Swallow, le saxophoniste Bob Mintzer (membre des Yellowjackets), Michael Lington, Paul Taylor, Paula Atherton, Najee, Bill Sharpe, Rocco Ventrella, Andy Sheppard, Javier Girotto, Antonello Salis, Richard Galliano.
Roberto Tola a également travaillé dans l'enseignement de la musique, dans de nombreuses écoles italiennes, en enseignant la guitare moderne et le jazz pendant plus de 20 ans, de 1989 à 2012.
En 2014, il collabore à l'album On The Corner du groupe de jazz-funk anglais Shakatak.
En 2016, en collaboration il apparaît dans l' album Endless Summer et le single M Is For Manhattan de la chanteuse anglaise Jill Saward.
En mai 2017, il fait son premier album solo intitulé Bein' Green enregistré en Sardaigne, en Espagne, en Angleterre et aux États-Unis. L'album accueille des musiciens comme Bob Mintzer, Najee, Bill McGee, Jill Saward, Bill Sharpe et Tim Collins. En septembre 2017, l'album reçoit la médaille d'argent aux Global Music Awards de La Iolla (Los Angeles), dans les catégories Jazz Music et Best Album.

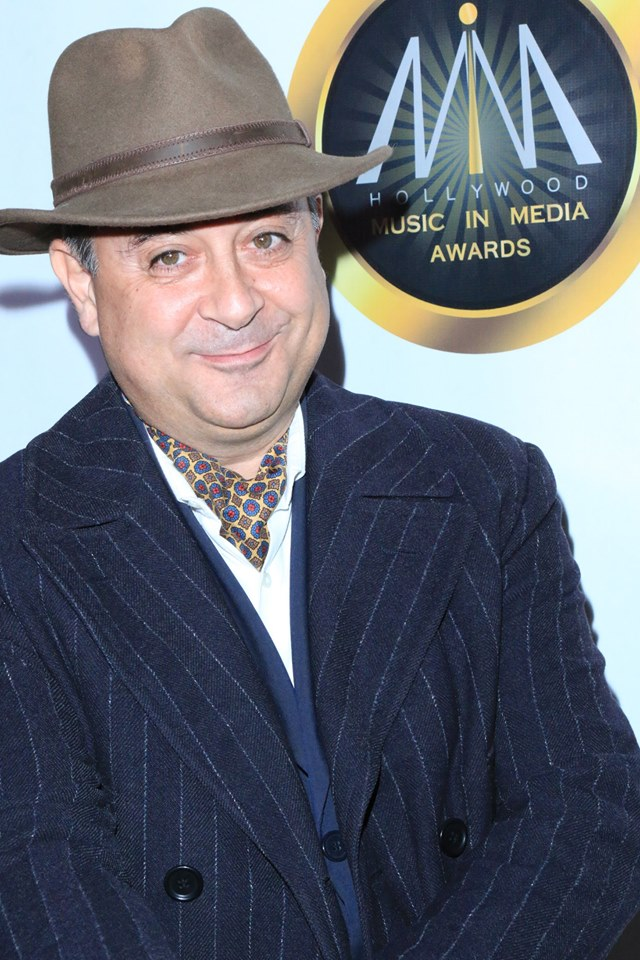
Roberto Tola, nommé pour Hollywood Music In Media Awards - 16 novembre 2017 - Théâtre "The Avalon", Hollywood - Los Angeles

Tola est nommé en novembre 2017 pour la 8e édition des Hollywood Music Awards dans le théâtre Avalon à Hollywood, dans la catégorie Jazz, pour le single Sunny Morning de l'album Bein 'Green.
Toujours en novembre 2017, il est le meilleur artiste de jazz de 2017[réf. nécessaire] et sa chanson Sunny Morning est considérée comme la meilleure chanson jazz de l'année pour le concours Radio Music Awards, une compétition entre stations de radio américaines, créée et dirigée par l'Association Indie Music Channel.
En mars 2018, Tola a également reçu le Vox Populi Award lors du 16e Independent Music Awards au Lincoln Center de New York, avec la chanson Funky Party dans la catégorie Jazz Instrumental Track. La chanson accueille des stars de la scène musicale internationale, telles que le saxophoniste Bob Mintzer et le pianiste Bill Sharpe.
Les Indie Music Channel Awards récompensent Roberto Tola en avril 2018 avec sept prix sur huit nominations, correspondant aux catégories suivantes : Meilleur Jazz avec la chanson Flying Away, meilleur enregistrement de jazz avec le single Tears for Niro, meilleur instrumentiste de jazz pour la chanson Funky Party, meilleur producteur de jazz avec Cabriolet et meilleur enregistrement de l'année avec la chanson Tears For Niro et meilleur artiste de l'année.
Le 15 juillet 2018, l'Atlas Elite Entertainment Music Awards, en partenariat avec Sony Music, lui décerne la Mention d'Honneur de l'Année, pour la chanson Sunny Morning[réf. nécessaire].
En septembre 2018, Tola est nommé pour la 9e édition des Hollywood Music Awards dans le théâtre Avalon à Hollywood, dans la catégorie Jazz, pour le single Funky de l'album Bein 'Green.

## Discographie

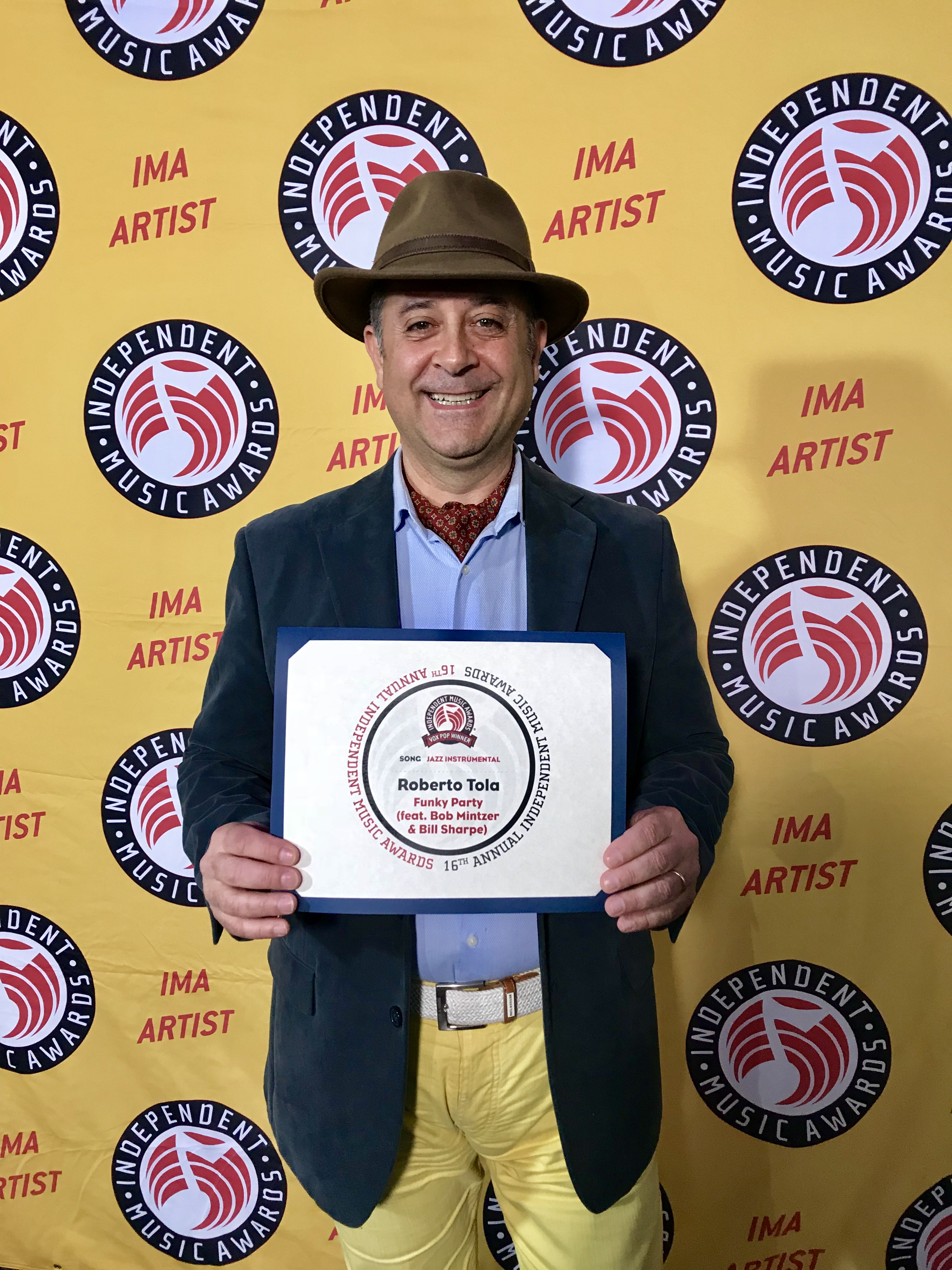
Roberto Tola - 16e Independent Music Awards à New York, Lincoln Center 31 mars 2018

### Comme leader
Album
- 2025: Jazz Junction (Album-EBM) / invité spécial: Giovanni Amato (Bugle) - Darryl Walker (Voix) - Zorina Andall (Voix, Choeur)
- 2023: Under The Leo Sign - (Album - EBM) / invité spécial: Eric Marienthal (Saxophone ténor) - Bill McGee (Bugle)
- 2021: Kon Tiki - (album - EBM) / invité spécial: Billy Cobham (Batterie) - Eric Marienthal (Saxophone Alto) - Andrea Tofanelli (Trompette, Bugle)
- 2020: Colors - (album - RT Music) / invité spécial: Michael Lington (Sax Alto) - Paula Atherton (Sax Alto) - Bill McGee (Trompette, Bugle)
- 2017: Bein' Green - (album - RT Music) / invité spécial: Bob Mintzer (Saxophone ténor) - Najee (Saxophone Soprano) - Bill Sharpe (Piano, Claviers) - Jill Saward (Voix, Choeur)  - Bill McGee (Bugle, Trompette et trombone)

- 2023: Driving To Madrid (single - EBM)
- 2022: Says (single - EBM)
- 2022: Sunny Morning (Summer Party) - version spéciale (single - EBM Music)
- 2022: Sun Kiss (single - EBM)
- 2021: Tiana - avec Eric Marienthal (singolo - EBM)
- 2021: Kon Tiki - avec Billy Cobham, Eric Marienthal, Scott Wilkie, Andrea Todanelli (album - EBM)
- 2021: A Christmas Ago (single - EBM)
- 2020: Colors (Album) - avec Michael Lington, Paula Atherton, Rocco Ventrella, Bill McGee, Darryl Walker, Mando Cordova (RT Music)
- 2018: Sunny Morning (single - RT Music)
- 2018: Slow Motion (single - RT Music)
- 2017: Lullaby of Christmas (single - RT Music)
- 2017: Bein' Green (album) - avec Bob Mintzer, Najee, Bill McGee, Jill Saward, Bill Sharpe, Tim Collins (RT Music)

### Comme sideman

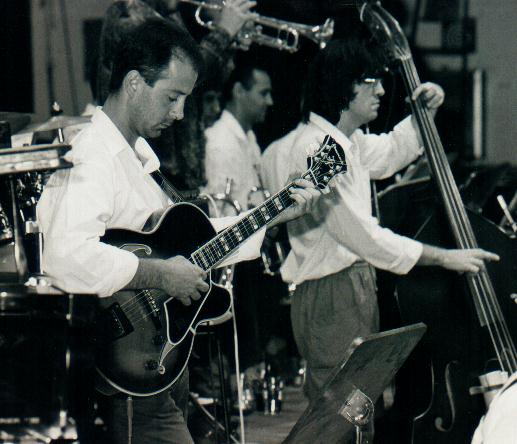
Roberto Tola en concert - 2000

- 2014: Shakatak - On the Corner (JVC)
- 2016: Jill Saward - M Is For Manhattan (Secret Records)
- 2026: Jill Saward - Endless Summer (Secret Records)
- 2020: Rocco Ventrella - Feeling the Breeze (Delilah Records)

### Avec Orchestra Jazz della Sardegna
- Scrivere in Jazz (Flex Records, 1996)
- Sacred Concert Jazz Te Deum (Soul Note, 2002)
- Blau (Wide Sound, 2004)
- Il Brutto Anatroccolo (Il Manifesto, CD 2005)
- Il Brutto Anatroccolo - Live at Time in Jazz Festival (Time in Jazz, 2008)

## Vidéo
- 2006 : I Am the Walrus - avec Colin Towns et OJS
- 2017 : Sunny Morning - avec Jill Saward et Bill Sharpe

## Prix et nominations
| Année | Prix                                                | Catégorie                        | Opéra                           | Résultat          | Notes                       |
| ----- | --------------------------------------------------- | -------------------------------- | ------------------------------- | ----------------- | --------------------------- |
| 2017  | Global Music Awards                                 | Jazz Music Album                 | Bein' Green                     | Médaille d'argent |                             |
| 2017  | Global Music Awards                                 | Album                            | Bein' Green                     | Médaille d'argent |                             |
| 2017  | 8e Hollywood Music in Media Awards                  | Jazz                             | Sunny Morning                   | nommé             |                             |
| 2017  | Radio Music Awards                                  | Jazz                             | Sunny Morning                   | Gagnant           |                             |
| 2017  | Radio Music Awards                                  | Jazz                             | Flying Away                     | Gagnant           |                             |
| 2018  | 16th The Independent Music Awards                   | Jazz                             | Funky Party                     | Gagnant           | Vox Pop Award               |
| 2018  | Indie Music Channel Awards                          | Jazz Song                        | Flying Away                     | Gagnant           |                             |
| 2018  | Indie Music Channel Awards                          | Jazz Recording                   | Tears For Niro                  | Gagnant           |                             |
| 2018  | Indie Music Channel Awards                          | Jazz Instrumentalist             | Funky Party                     | Gagnant           |                             |
| 2018  | Indie Music Channel Awards                          | Jazz Producer                    | Cabriolet                       | Gagnant           |                             |
| 2018  | Indie Music Channel Awards                          | Jazz Video                       | Sunny Morning                   | Gagnant           | Natalia Vlaskina co-gagnant |
| 2018  | Indie Music Channel Awards                          | Best New Male Artist of the Year |                                 | Gagnant           |                             |
| 2018  | Indie Music Channel Awards                          | Recording of the Year            | Tears For Niro                  | Gagnant           |                             |
| 2018  | 1st Atlas Elite Entertainment Music Awards          | Mention d'Honneur de l'année     | Sunny Morning                   | Gagnant           |                             |
| 2018  | 9e Hollywood Music in Media Awards                  | Jazz                             | Funky Party                     | Nommé             |                             |
| 2018  | Annual TheMothFM Jazz Awards (GMFM -DB Radio Group) | Best Overall Artist 2018         |                                 | Gagnant           |                             |
| 2018  | UK Songwriting Contest 2018                         | Jazz/Blues                       | Flying Away                     | Finaliste         |                             |
| 2018  | UK Songwriting Contest 2018                         | Jazz/Blues                       | Funky Party                     | Finaliste         |                             |
| 2018  | UK Songwriting Contest 2018                         | Jazz/Blues                       | Tears For Niro                  | Finaliste         |                             |
| 2018  | UK Songwriting Contest 2018                         | Jazz/Blues                       | With You All The Clouds Go Away | Finaliste         |                             |
| 2018  | UK Songwriting Contest 2018                         | Instrumental                     | Flying Away                     | Finaliste         |                             |
| 2018  | UK Songwriting Contest 2018                         | Instrumental                     | Funky Party                     | Finaliste         |                             |
| 2018  | UK Songwriting Contest 2018                         | Instrumental                     | Tears For Niro                  | Finaliste         |                             |
| 2019  | 17th Independent Music Awards 2019                  | Instrumental                     | Lullaby of Christmas            | Gagnant           | Vox Pop Award               |
| 2019  | 2nd Atlas Elite Entertainment Music Awards          | Jazz                             | Slow Motion                     | Gagnant           |                             |
| 2019  | 6th One World Music Awards                          | Best Jazz Album                  | Bein' Green                     | 2nd Place         |                             |
| 2019  | 10th Annual Hollywood Music in Media Awards         | Jazz                             | Slow Motion                     | Nommé             |                             |
| 2020  | 18th The Independent Music Awards                   | Jazz with Vocals                 | Slow Motion                     | Gagnant           |                             |
| 2020  | 19th UKSC Music Contest (United Kingdom)            | Jazz                             | Preludio                        | demi-finaliste    | finaliste TBA in 2021       |
| 2020  | 19th UKSC Music Contest (United Kingdom)            | International Composition        | Preludio                        | demi-finaliste    | finaliste TBA in 2021       |
| 2020  | 19th UKSC Music Contest (United Kingdom)            | Instrumental                     | Sandro's Song                   | demi-finaliste    | finaliste TBA in 2021       |
| 2020  | 19th UKSC Music Contest (United Kingdom)            | World Music                      | Coco Loco                       | demi-finaliste    | finaliste TBA in 2021       |
| 2020  | 19th UKSC Music Contest (United Kingdom)            | Composizione                     | Coco Loco                       | demi-finaliste    | finaliste TBA in 2021       |
| 2020  | 19th UKSC Music Contest (United Kingdom)            | Jazz                             | Libeccio                        | demi-finaliste    | finaliste TBA in 2021       |
| 2020  | 19th UKSC Music Contest (United Kingdom)            | Composition                      | Libeccio                        | demi-finaliste    | finaliste TBA in 2021       |
| 2020  | 11th Annual Hollywood Music in Media Awards         | Jazz                             | Libeccio                        | Nommé             | Gagnant TBA in 2021         |